# Batidea egglestonii
Batidea egglestonii là loài thực vật có hoa trong họ Hoa hồng. Loài này được (Focke) A. Heller mô tả khoa học đầu tiên năm 1912.